# Metro by T-Mobile
Metro by T-Mobile (precedentemente nota come MetroPCS e anche semplicemente come Metro) è un provider di servizi wireless prepagato americano e marchio di proprietà di T-Mobile US. In precedenza gestiva la quinta più grande rete di telecomunicazioni mobili negli Stati Uniti utilizzando l'accesso multiplo a divisione di codice (CDMA). Nel 2013, il vettore si è impegnato in un reverse merger (acquisizione di un'azienda privata tramite un'azienda pubblica esistente) con T-Mobile US; dopo la fusione, i suoi servizi sono stati fusi nella rete 4G HSPA + e LTE di T-Mobile.

## Storia

### Gli inizi
Metro è stata fondata nel 1994 come General Wireless, Inc., da Roger D. Linquist e Malcolm Lorang. PCS si riferisce al termine di settore, "servizio di comunicazioni personali". Il suo servizio è stato lanciato per la prima volta nel 2002.
A febbraio 2005, MetroPCS aveva circa 1,5 milioni di abbonati nel paese. A quel tempo, la società operava attraverso 21 licenze a Greater Miami, Tampa, Sarasota, San Francisco, Atlanta e Sacramento. L'azienda si espanse nelle aree di Dallas e Detroit nello stesso anno.
Il 19 aprile 2007, MetroPCS ha fatto il suo debutto in borsa. La sua IPO di $ 50 milioni di azioni si è chiusa a $ 27,40, per una capitalizzazione di mercato di $ 8 miliardi.

### Fusione con T-Mobile US
Nell'ottobre 2012, la società, nota allora come MetroPCS, ha raggiunto un accordo per fondersi con T-Mobile USA. Una reverse merger per MetroPCS, l'accordo si è concluso il 1 ° maggio 2013. La società combinata, ora nota come T-Mobile US, ha iniziato a negoziare alla Borsa di New York.
Il 21 giugno 2015, la rete CDMA MetroPCS legacy è stata disattivata e i clienti sono stati migrati alla rete LTE dell'azienda.
Al momento della fusione, T-Mobile aveva circa 32 milioni di abbonati, a cui MetroPCS aggiungeva circa 9 milioni.
Nel 2012, ci sono state una serie di rapine a mano armata nei negozi della metropolitana che sono state attribuite a scarse misure di sicurezza. Nello stesso anno, T-Mobile e Metro sono diventate alcune delle prime aziende a offrire piani dati illimitati.

### Rebranding
Il 24 settembre 2018, T-Mobile ha annunciato il rilancio del marchio come Metro by T-Mobile, introducendo nuovi piani illimitati che offrono funzionalità in bundle come gli abbonamenti Amazon Prime e lo spazio di archiviazione di Google One, e annunciando che il marchio mira a essere il primo operatore di telefonia mobile prepagato a offrire il 5G nel 2019. T-Mobile ha affermato che questi cambiamenti aiuterebbero a ridurre gli stigmi negativi associati ai servizi prepagati di MetroPCS, allineandoli con altri marchi ben noti come servizi a valore aggiunto e ponendo un'enfasi maggiore sul suo utilizzo della rete di T-Mobile. Il marchio ribattezzato è stato lanciato all'inizio di ottobre 2018. Al momento del cambio di nome, il numero di abbonati di T-Mobile era aumentato a circa 75 milioni e Metro era raddoppiato a circa 18 milioni di utenti e aveva aumentato la portata del mercato nazionale da circa 12 a 100 mercati.

## Ricezione

### Qualità della rete
Il lancio della rete LTE di MetroPCS è stato accolto con recensioni contrastanti. Nel novembre 2010, Kevin Tofel di Gigaom ha osservato che, sebbene la rete LTE fosse basata sulla tecnologia 4G, "l'infrastruttura utilizzata da MetroPCS mantiene la velocità nella gamma delle reti 3G più vecchie". Tofel ha misurato la velocità dei dati molto più lenta della rete HSPA + di T-Mobile ma ha ritenuto che gli utenti con solo requisiti di dati di base avrebbero trovato "rinfrescante" l'accordo senza contratto. Facendo riferimento alla recensione di Tofel, Corvida Raven di Laptop Mag ha concluso che MetroPCS "probabilmente non utilizza la migliore tecnologia LTE.
Farhad Manjoo di Slate ha analizzato il servizio suggerendo che MetroPCS è stato in grado di implementare la copertura 4G prima ed a un prezzo inferiore rispetto ai suoi concorrenti offrendo solo il Samsung Craft, un telefono con funzionalità Internet inferiori agli standard, come dispositivo di lancio. A causa della qualità del dispositivo (descritto come "progettato non solo per frustrare gli utenti, ma per farci giurare di non usare più un telefono"), la rete e la decisione di MetroPCS di bloccare i servizi di streaming video oltre a YouTube sotto il suo "Web illimitato"; Manjoo lo considerava un dispositivo progettato per deludere gli utenti entusiasti del 4G.